# نوقند (قهستان)
نوقند (بالفارسية: نوقند) هي مستوطنة تقع في إيران في قسم قهستان الريفي. يقدر عدد سكانها بـ 132 نسمة بحسب إحصاء 2016.